# زرپوش پورتوریکویی
زرپوش پورتوریکویی (نام علمی: Spindalis portoricensis) پرنده‌ای بومی در جزیره پورتوریکو است که معمولاً به عنوان reina mora یا cigua puertorriqueña شناخته می‌شود. این گونه به‌طور گسترده در سراسر جزیره پراکنده شده است و بخش مهمی از اکوسیستم پورتوریکو است زیرا به پراکندگی بذر و تولیدمثل گیاه کمک می‌کند.